# 阿黛莱德·凯恩
阿黛莱德·凯恩（英語：Adelaide Kane，1990年8月9日—）是一名澳大利亞女演員。她最為人所熟悉的角色包括澳大利亞電視劇《家有芳鄰》及美國CW電視網的宫廷爱情剧《风中的女王》。她在《风中的女王》中擔任女主角，飾演苏格兰女王玛丽一世，此電視劇获得了2014年美国“People's Choice”領獎禮上的最受欢迎新剧。

## 外部連結
- 阿黛莱德·凯恩在互联网电影资料库（IMDb）上的資料（英文）